# رابطة صناعات الطاقة الشمسية
رابطة صناعات الطاقة الشمسية (SEIA) ،هي رابطة وطنية غير هادفة للربح تهتم بمجال الطاقة الشمسية في الولايات المتحدة، أنشئت عام 1974.
يقع مقر المنظمة في سكرامنتو .

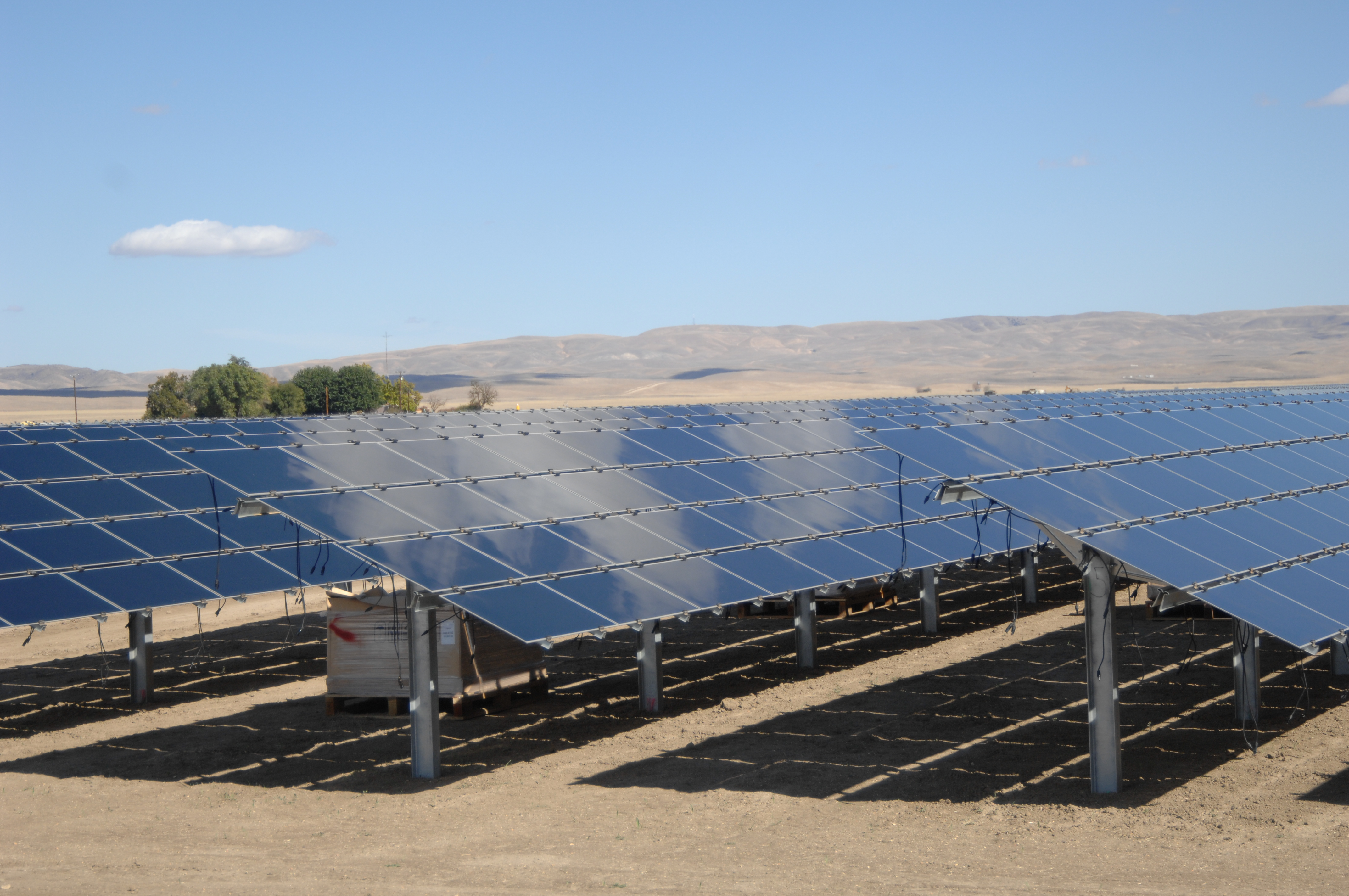
مقر المنظمة في سكرامنتو

تؤيد الرابطة تمديد قرض الضرائب لمستثمري الطاقة الشمسية 30٪ لمدة ثماني سنوات.